# Søren Lilholt
Søren Lilholt (født 22. september 1965 i København, Danmark) er en dansk cykelrytter, der blev juniorverdensmester i 1983 i både linieløb og holdløb. Søren Lilholt deltog i Tour de France fra 1988 til 1992. Han blev nummer 99 i 1988, udgik i 1989, nr. 85 i 1990, udgik i 1991 og nr. 99 i 1992. Mange husker Lilholt som den første rytter på Champs-Élysées i 1990. Mange mener, at han var sin tids svar på Jacky Durand[kilde mangler]. I 1992 valgte Lilholt som blot 27-årig at stoppe karrieren.
Lilholt fik comeback på tv-skærmen, da han deltog i Robinson Ekspeditionen 2006, som udelukkende bestod af fremtrædende sportsudøvere som for eksempel Johnny Bredahl og Diego Tur. Lilholt røg forholdsvis tidligt ud af ekspeditionen.
Han har båret Tour de Frances grønne pointtrøje som den eneste dansker nogensinde, i 1988 (1 dag) og 1989 (4 dage).

## Professionel fra1986til1992
- 1986-1987 Systeme-U
- 1988 Sigma
- 1989 Histor-Sigma
- 1990-1991 Histor
- 1992 Tulip

## Største sejre
- Tour de Luxembourg 1987
- E3 Prijs Harelbeke 1990
- 2. Etape i Paris-Nice 1988

Han blev nummer 2 i Giro del Piemonte og på 1. etape af Tour de France 1989.